# Margaret Shelton
Margaret (Madge) Shelton est réputée pour avoir été une des maîtresses du roi Henri VIII d'Angleterre. Cette liaison aurait duré environ six mois et aurait débuté en février 1535, selon Eustache Chapuys, l'ambassadeur impérial.
Une rumeur veut que ce soit la sœur de Margaret Shelton, Mary, qui ait été la maîtresse du roi, et qu'il aurait même envisagé d'en faire sa quatrième épouse.